# 莫斯科高等艺术暨技术学院
莫斯科高等艺术暨技术学院（俄文：Вхутемас，Высшие художественно-технические мастерские的缩写，英文：Vkhutemas）被认为是俄罗斯的包豪斯。它是构成主义、理性主义、至上主义这三个俄罗斯先锋派艺术与建筑运动的中心。

## 历史
1920年9月在莫斯科成立的一所俄罗斯国立艺术与技术学校，先锋派艺术家马列维奇、波波娃、罗钦可、利西斯基等都曾在此任教。由于受到了政治上以及来自内部的压力，学校于1930年解散。学校的教师、学生以及资产都被分配到其他六所学校中。